# (6792) Akiyamatakashi
(6792) Akiyamatakashi est un astéroïde de la ceinture principale.

## Description
(6792) Akiyamatakashi est un astéroïde de la ceinture principale. Il fut découvert le 30 novembre 1991 à Susono par Makio Akiyama et Toshimasa Furuta. Il présente une orbite caractérisée par un demi-grand axe de 2,37 UA, une excentricité de 0,24 et une inclinaison de 3,7° par rapport à l'écliptique.

## Compléments